# ボレスワフ・ビェルト
ボレスワフ・ビェルト（ポーランド語: Bolesław Bierut、1892年4月18日 - 1956年3月12日）は、ポーランドの共産主義者、政治家。ポーランド統一労働者党（PZPR）の初代書記長であった。

## 来歴
1892年4月18日、ルブリン近郊の街ルリに生まれる。
1912年にポーランド社会党（PPS）に入党し、同党左派に属した。1918年にポーランド・リトアニア王国社会民主党との合同によりポーランド共産党（KPP）が結党されると引き続き所属する。ポーランド共産党にもヨシフ・スターリンの大粛清の嵐が吹き荒れたが、ビェルトは粛清を免れ、1942年のポーランド労働者党の創立に参加する。
その後ソビエト連邦によりポーランドが「解放」されるとビェルトは人民評議会議長（のち大統領）に就任し、ポーランド労働者党は社会党を併合しポーランド統一労働者党（PZPR）となる。ビェルトは初代書記長に就任し、「小スターリン」としてスターリン主義的な恐怖政治をポーランドに敷いた。
1953年のスターリンの死後、ソ連の新指導者となったニキータ・フルシチョフにより1956年に行われたソ連共産党第20回大会に参加するが、そのままモスクワで客死。スターリン批判にショックを受けたことによる心臓発作だったと言われる。